# Języki giimbijuckie

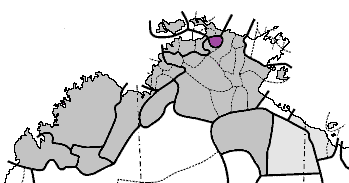
Języki giimbijuckie (na fioletowo) wśród języków spoza rodziny pama-nyungańskiej (na szaro)

Języki gimbijuckie lub mangeryjskie – mała rodzina językowa, skupiająca języki aborygeńskie, używane w północnej Australii.
W skład rodziny wchodzą:
- język mangerr
- języki urningangga i arri (erri)

Nicholas Evans wysunął hipotezę o istnieniu rodziny języków Ziemi Arnhema, do której należałyby i gimbijuckie.